# Gymnophthalmus underwoodi
Gymnophthalmus underwoodi är en ödleart som beskrevs av  Grant 1958. Gymnophthalmus underwoodi ingår i släktet Gymnophthalmus och familjen Gymnophthalmidae. IUCN kategoriserar arten globalt som livskraftig. Inga underarter finns listade i Catalogue of Life.